# Archiud, Bistrița-Năsăud
Archiud (în dialectul săsesc Ergetten, Arkedn, în germană Arkeden; Erkeden, în maghiară Mezőerked, Szászerked, Erked) este un sat în comuna Teaca din județul Bistrița-Năsăud, Transilvania, România. La recensământul din 2002 avea o populație de 710 locuitori.

## Toponimie
Localitatea este numită în dialectul săsesc Ergetten, Arkedn iar în maghiară Mezőerked, Szászerked, Erked. În trecut a avut mai multe denumiri: Ercud, Hercud, Arcod, Szas Erkud, Magyar Ercud, Mezo Ercud, Archiudul de Câmpie și în final Archiud.

## Localizare
„În partea de nord-est a Câmpiei Transilvane înconjurat de dealurile domoale, cu căciuli de stejar și plete de pajiști înflorite, într-un amfiteatru natural își duce existența-i milenară satul Archiud.” – așa incepea articolul Din viața Parohiilor, dintr-un ziar local din anul 1980, articol semnat de catre preotul Blaga Vasile.
Satul este situat la distanță de 7 km de localitatea Teaca. Drumul judetean DJ 162, aflat în modernizare, care trece prin localitate face legătura între localitățile Teaca, Stupini și Sânmihaiu de Câmpie.

## Istoric
Prima atestare documentară este din anul 1293. Așezare rurală dacică, depistată prin sondaje arheologice în 1961 și 1964. Este vorba de gropi de provizii și bordeie, în care s-au găsit și fragmente de vase modelate cu mâna, datate din secolul III înainte de Hristos.
În cadrul săpăturilor arheologice efectuate între anii 1965-1970 în zonele ,,Fundătura” și ,,Dumbeț” , au scos la iveală urme de locuire și vase din neolitic. Așezarea era ferită de arcul de cerc format din dealurile Costiș, Dumbrava și Dos, și codrii care îi acopereau. În anul 1293 este amintit un Ihon de Erkud, om de încredere al regelui Andrei al III-lea al Ungariei, tot în prima atestare documentară îl numește Villa Saxorum de Erkud (cf. Coriolan Suciu, Dicționar istoric al localităților din Transilvania), ceea ce ne face să credem că aici au fost colonizați sași. În epoca feudală, Archiudul făcea parte din domeniile Teleki-Kemény, apoi în jurul anului 1526 contele Lázár a câștigat-o de la Zápolya.
Primul preot cunoscut, în documente la anul 1332, este Iacob de Erkud, după acesta nu mai apare nici o mențiune despre preoți până în anul 1733 când este amintit „Popa Lupu”.
Legat de învățământul din Archiud, un document din arhiva parohiei datat 29 ianuarie 1911 spune că școala „există din timpuri străvechi”. Preotul Tătar nota că începuturile ei ar fi pe la anul 1795. Nu se cunoaște documentul pe baza căruia a făcut această afirmație dar nu poate fii departe de adevăr din moment ce un proces verbal de inspecție afirmă că: „…casă de școală nu-i, pruncii se adună în casa colonicale, îi învață clopotarul Ștefan. Casa cantorului se va preface în școală. Plata învățătorului o ferie de bucate de la o gazdă.”

### Monumentul Eroilor
În această localitate cu un istoric mare și mult mai amplu decât multe din localitățile și chiar orașele din țara noastră se află un mic monument istoric dedicat eroilor din localitatea Archiud, care s-au jertfit de-a lungul timpului cu diferite ocazii, revoluții, războaie. Fiind vorba despre un monument istoric, mai bine zis un loc dedicat eroilor localității, relativ recent construit, nu poate fi vorba de stiluri specifice arhitecturii vechi, dar un loc cu foarte mare importanță pentru localitatea noastră.
Construită imediat după terminarea celui de-al doilea război mondial – 1946 – troița din stânga este destinată eroilor morți în primul și al doilea război mondial. După cum se poate observa și în inscripția de pe troița din lemn a fost construită de către refugiații din Archiud, în cinstea eroilor localității morți în cele două războaie mondiale.
Discuțiile avute cu bătrânii satului au scos la iveală faptul că localnicii au început un proiect mai mare care însă nu a fost terminat, troița menționată fiind doar o “piatră de temelie”. Pe aceasta este scris “Ridică această sfântă troiță refugiații din Archiud Anul 1946″.
Cea de-a doua troiță din lemn împreună cu crucea de piatră a fost construită în anul 1948 cu ocazia împlinirii a 100 de ani de la “Marea revoluție din 1848” . Troița din piatră a fost sculptată de către un maghiar pe numele lui Mihai Kovaci. Acesta se pare că a comis o crimă în ținutul secuiesc, a fost alungat din acele zone și s-a refugiat in localitatea noastră. Aflându-se despre acesta că știe să sculpteze în piatră, preotul din sat din vremea aceea l-a îndrumat să sculpteze o troiță din piatră și astfel i se vor ierta păcatele. Acesta s-a conformat cerințelor preotului și în anul 1948 a adus cu ajutorul sătenilor 3 bucăți de pietre mari dintr-un deal din împrejurimile localității (Costiș) . Acestea au fost sculptate și din două a fost confecționat piedestalul crucii si din cea mai mare a sculptat crucea. Pe aceasta a sculptat numele eroilor din localitate care s-au jertfit în cele două războaie mondiale care au străbătut satul nostru.
Crucea din lemn a doua (cea din dreapta) a fost ridicată în aceeași perioadă de către sătenii care au vrut să marcheze și momentul Revoluției din 1848. Pe această troiță este scris “Ridicatu-sa această sf. troiță în anul domnului 1948 la 100 de ani de la Revoluția din 1848 primar fiind Florea Nicolae”.
Renovarea monumentului prin anii 1979-1980 a făcut ca monumentul sa fie îngrădit cu un gard, înainte monumentul fiind aparat de un gard viu. Fiind amplasat în așa-zisul centru al localității, poate fi ușor observat încă din momentul ajungerii în localitate cu orice mijloc de transport în comun sau personal. Tot în perioada mai sus menționată la troițele din lemn li s-au întărit și baza troiței care era destul de distrusa de vremea rea. În interiorul monumentului în jurul troițelor sunt plantate flori și chiar nu cu mult timp în urmă a fost tăiat 1 din cei 2 brazi foarte mari care se aflau în dreapta și stânga troițelor din lemn, a fost tăiat pentru a nu distruge troițele in cazul ruperii acestora. Acești brazi (spun localnicii) au fost plantați încă de la construirea monumentului – 1948. Conform manualului nostru putem afirma ca este o compoziție închisă, având troița din ciment în centru și liniar simetric în stânga și dreapta se afla troițele din lemn, până nu demult în lateral stânga și dreapta au fost amplasați și cei doi brazi.
Putem observa simetria dorită încă de la așezarea troițelor, dimensiunile acestora sunt și ele identice, chiar dacă sunt construite de către persoane diferite și la distanță de timp una de cealaltă.
Contrastul format între cele două troițe din lemn și cea din piatră este și el mare. În primul rând materialul de construcție și în al doilea rând culoarea – cea alba a troiței din piatră o evidențiază între cele două din lemn.

## Bisericile din localitate
- Biserica catolică
- Biserica ortodoxa „Sf. Arhangheli”
- Biserica Reformată
- Capela din Archiud

## Personalități
- Ion Vlad (1929 - 2022), critic și teoretician literar, eseist român
- Melania Cuc (1946), scriitor (Membru al Uniunii Scriitorilor din Romania)

## Galerie de imagini

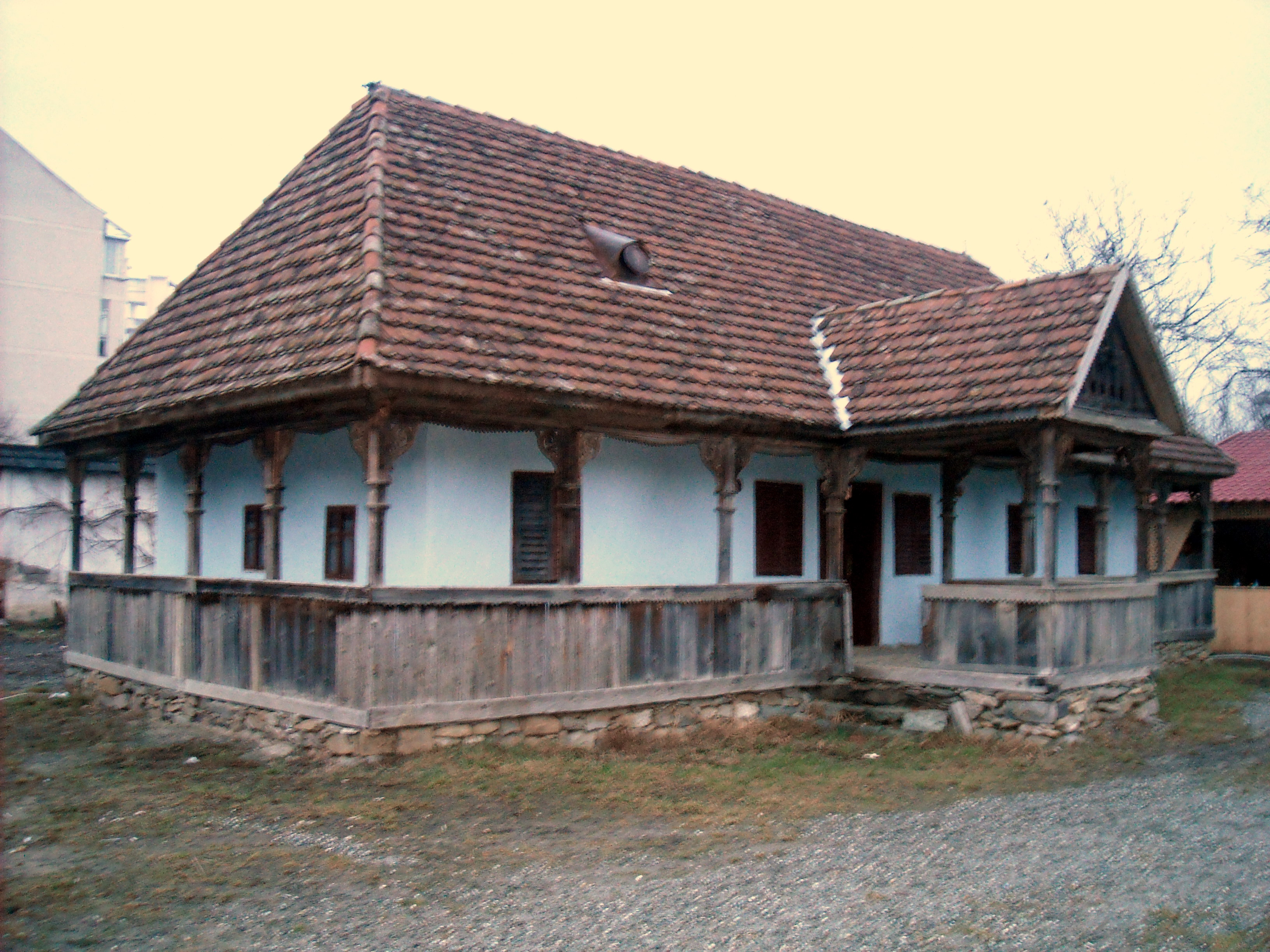
Casă veche ţărănească din Archiud la Muzeul din Bistriţa